# Pseudobombax ellipticum

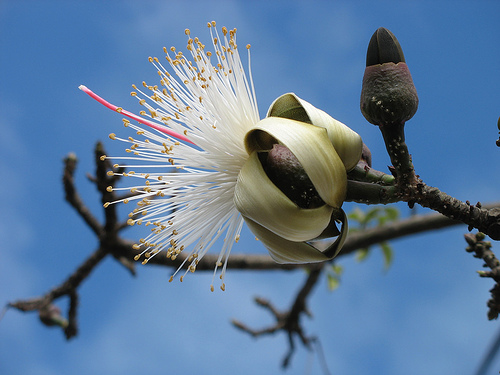
Pseudobombax ellipticum album, odmiana biała

Pseudobombax ellipticum – drzewo z rodziny ślazowatych, podrodzina wełniakowe, pochodzące z Meksyku i Gwatemali. Często uprawiane. Strefy mrozoodporności: 9-11.

## Morfologia
PokrójDrzewo osiągające do 10 m wysokości. Kora gładka, szara; pień przybierający kształt butelkowy.
LiścieDłoniaste, z 5-7 listkami, eliptyczne, końcówki ostre.  Liście zrzucane w czasie suszy.
Kwiaty5-płatkowe, płatki mocno odwiniete, wiele pręcików złączonych tylko u podstawy, co nadaje kwiatom kształt pędzelka do golenia, stąd zwyczajowe nazwy: brocha de afeitar, shaving-brush tree, drzewo pędzelkowe. Kwiaty zazwyczaj różowe, ale istnieje również prawdopodobnie naturalna. odmiana album, o białych kwiatach. Kwitnie wczesną wiosną, na krótko przed pojawieniem się liści.

## Zastosowanie
- Często sadzone jako drzewo ozdobne.